# MTV Europe Music Awards 2005
Gli MTV Europe Music Awards 2005 si svolsero il 3 novembre a Lisbona in Portogallo. Fu la 12 edizione della manifestazione e venne presentata da Steve Coogan travestitosi però da Alan Partridge.

## Premi
I vincitori sono evidenziati in grassetto.

### Miglior gruppo
- Coldplay
- Green Day
- U2
- Black Eyed Peas
- Gorillaz

### Miglior canzone
- Feel Good Inc - Gorillaz
- Speed of Sound - Coldplay
- You're Beautiful - James Blunt
- Galvanize - The Chemical Brothers
- Signs - Snoop Dogg (featuring Justin Timberlake)

### Miglior artista femminile
- Alicia Keys
- Shakira
- Gwen Stefani
- Missy Elliott
- Mariah Carey

### Miglior artista maschile
- 50 Cent
- Robbie Williams
- Snoop Dogg
- Moby
- Eminem

### Miglior artista Hip-Hop
- 50 Cent
- Snoop Dogg
- Missy Elliott
- Akon
- Kanye West

### Miglior artista emergente
- Akon
- Kaiser Chiefs
- James Blunt
- Daniel Powter
- Rihanna

### Miglior artista R&B
- Alicia Keys
- Mariah Carey
- John Legend
- Mario
- Usher

### Miglior album
- American Idiot - Green Day
- Love. Angel. Music. Baby. - Gwen Stefani
- X&Y - Coldplay
- How to Dismantle an Atomic Bomb - U2
- The Massacre - 50 Cent

### Miglior artista Alternative
- White Stripes
- Beck
- System of a Down
- Bloc Party
- Goldfrapp

### Miglior artista Rock
- Coldplay
- Green Day
- U2
- Foo Fighters
- Franz Ferdinand

### Miglior artista Pop
- Gwen Stefani
- Gorillaz
- Black Eyed Peas
- Shakira
- Robbie Williams

### Miglior video
- What You Waiting For? - Gwen Stefani
- Believe - The Chemical Brothers
- E-Pro - Beck
- Keine Lust - Rammstein
- Feel Good Inc - Gorillaz

### Free Your Mind
- Bob Geldof

## Premi regionali

### Miglior artista adriatico
- Leut Magnetik
- Leeloojamais
- Urban&4
- Siddharta
- Massimo

### Miglior artista africano
- 2 face Idibia
- Zamajobe
- Kleptomaniax
- Kaysha
- O2

### Miglior artista danese
- Mew
- Carpark North
- Nephew
- The Raveonettes
- Nik & Jay

### Miglior artista olandese e belga
- Anouk
- Soulwax
- Kane
- Within Temptation
- Gabriel Rios

### Miglior artista finlandese
- The Rasmus
- HIM
- Nightwish
- 69 Eyes
- Apocalyptica

### Miglior artista francese
- Raphael
- Superbus
- Amel Bent
- Kyo
- Sinik

### Miglior artista tedesco
- Beatsteaks
- Fettes Brot
- Silbermond
- Rammstein
- Wir sind Helden

### Miglior artista italiano
- Giorgia
- Negramaro
- Negrita
- Laura Pausini
- Francesco Renga

### Miglior artista norvegese
- Röyksopp
- Marion Raven
- Turbonegro
- Thomas Dybdahl
- Ane Brun

### Miglior artista polacco
- Monica Brodka
- Abradab
- Sistars
- Sidney Polak
- Zakopower

### Miglior artista portoghese
- Blasted Mechanism
- Da Weasel
- Boss AC
- Humanos
- The Gift

### Miglior artista rumeno
- Morandi
- Paraziții
- Voltaj
- DJ Project
- Akcent

### Miglior artista russo
- Dima Bilan
- Nu Virgos
- UMA2RMAH
- Vyacheslav Butusov
- Zemfira

### Miglior artista spagnolo
- Amaral
- El Canto del Loco
- El Sueño de Morfeo
- Melendi
- Pereza

### Miglior artista svedese
- Kent
- Moneybrother
- Christian Walz
- The Hellacopters
- Timbuktu

### Miglior artista UK & Irlanda
- Coldplay
- Kaiser Chiefs
- James Blunt
- Stereophonics
- Gorillaz